# Mourad Laachraoui
Mourad Laachraoui (31 de marzo de 1995) es un deportista belga que compite en taekwondo. Ganó una medalla de oro en el Campeonato Europeo de Taekwondo de 2016, en la categoría de –54 kg.

## Palmarés internacional
| Campeonato Europeo | Campeonato Europeo | Campeonato Europeo | Campeonato Europeo |
| Año                | Lugar              | Medalla            | Categoría          |
| ------------------ | ------------------ | ------------------ | ------------------ |
| 2016               | Montreux (Suiza)   | Medalla de oro     | –54 kg             |